# Cnemathraupis eximia
A Cnemathraupis eximia a madarak osztályának verébalakúak (Passeriformes) rendjébe és a tangarafélék (Thraupidae) családjába tartozó faj.

## Rendszerezése
A fajt Auguste Boissonneau francia ornitológus írta le 1840-ben, a Tanagra nembe Tanagra eximia néven. Egyes szervezetek a Buthraupis nembe sorolják Buthraupis eximia néven.

## Alfajai
- Cnemathraupis eximia chloronota P. L. Sclater, 1855
- Cnemathraupis eximia cyanocalyptra R. T. Moore, 1934
- Cnemathraupis eximia eximia (Boissonneau, 1840)
- Cnemathraupis eximia zimmeri R. T. Moore, 1934[2]

## Előfordulása
Az Andokban, Ecuador, Kolumbia, Peru és Venezuela területén honos. Természetes élőhelyei a szubtrópusi és trópusi hegyi esőerdők. Állandó, nem vonuló faj.

## Megjelenése
Testhossza 22 centiméter, testtömege 50-70 gramm.

## Természetvédelmi helyzete
Az elterjedési területe nagyon nagy, egyedszáma ugyan csökken, de még nem éri el a kritikus szintet. A Természetvédelmi Világszövetség Vörös listáján nem fenyegetett fajként szerepel.